# Kanton Rai
Rai  is een kanton van het Franse departement Orne. Het kanton maakt deel uit van het arrondissement Mortagne-au-Perche.

In 2019 telde het 12.302 inwoners.

Het kanton werd gevormd ingevolge het decreet van 25 februari 2014 met uitwerking op 22 maart 2015, met Rai als hoofdplaats.

## Gemeenten
Het kanton omvatte bij zijn vorming 35 gemeenten, waaronder alle gemeenten van de opgeheven kantons Le Merlerault en La Ferté Frênel.
Op 1 januari 2016 werden de gemeenten Anceins, Bocquencé, Couvains, La Ferté-Frênel, Gauville, Glos-la-Ferrière, Heugon, Monnai, Saint-Nicolas-des-Laitiers en Villers-en-Ouche samengevoegd tot de fusiegemeente (commune nouvelle) La Ferté-en-Ouche.

Sindsdien omvat het kanton volgende gemeenten : 
- Aube
- Les Authieux-du-Puits
- Beaufai
- Champ-Haut
- Échauffour
- Écorcei
- Fay
- La Ferté-en-Ouche
- La Genevraie
- Godisson
- La Gonfrière
- Lignères
- Mahéru
- Ménil-Froger
- Le Ménil-Vicomte
- Le Merlerault
- Nonant-le-Pin
- Planches
- Rai
- Saint-Evroult-Notre-Dame-du-Bois
- Saint-Germain-de-Clairefeuille
- Saint-Nicolas-de-Sommaire
- Saint-Pierre-des-Loges
- Saint-Symphorien-des-Bruyères
- Sainte-Gauburge-Sainte-Colombe
- Touquettes